# Balisto
Balisto ist ein süßer Schokoriegel im Vertrieb der Firma Mars Incorporated. Üblicherweise befinden sich zwei, sechs oder acht Riegel in einer Verpackung, die zusammen 37 g, 111 g oder 148g wiegen. Balisto wird seit 1981 auf dem europäischen Markt vertrieben.
Das Gewicht der 2er-Verpackung wurde 2009 von 41 auf 37 g gesenkt, aber der Preis beibehalten, sodass sich eine versteckte Preiserhöhung von 10,8 Prozent ergab.
Der Riegel ist seit Sommer 2011 der erste Schokoriegel auf dem deutschen Markt, dessen Kakaoanteil vollständig UTZ-zertifiziert ist.

## Produktvariationen

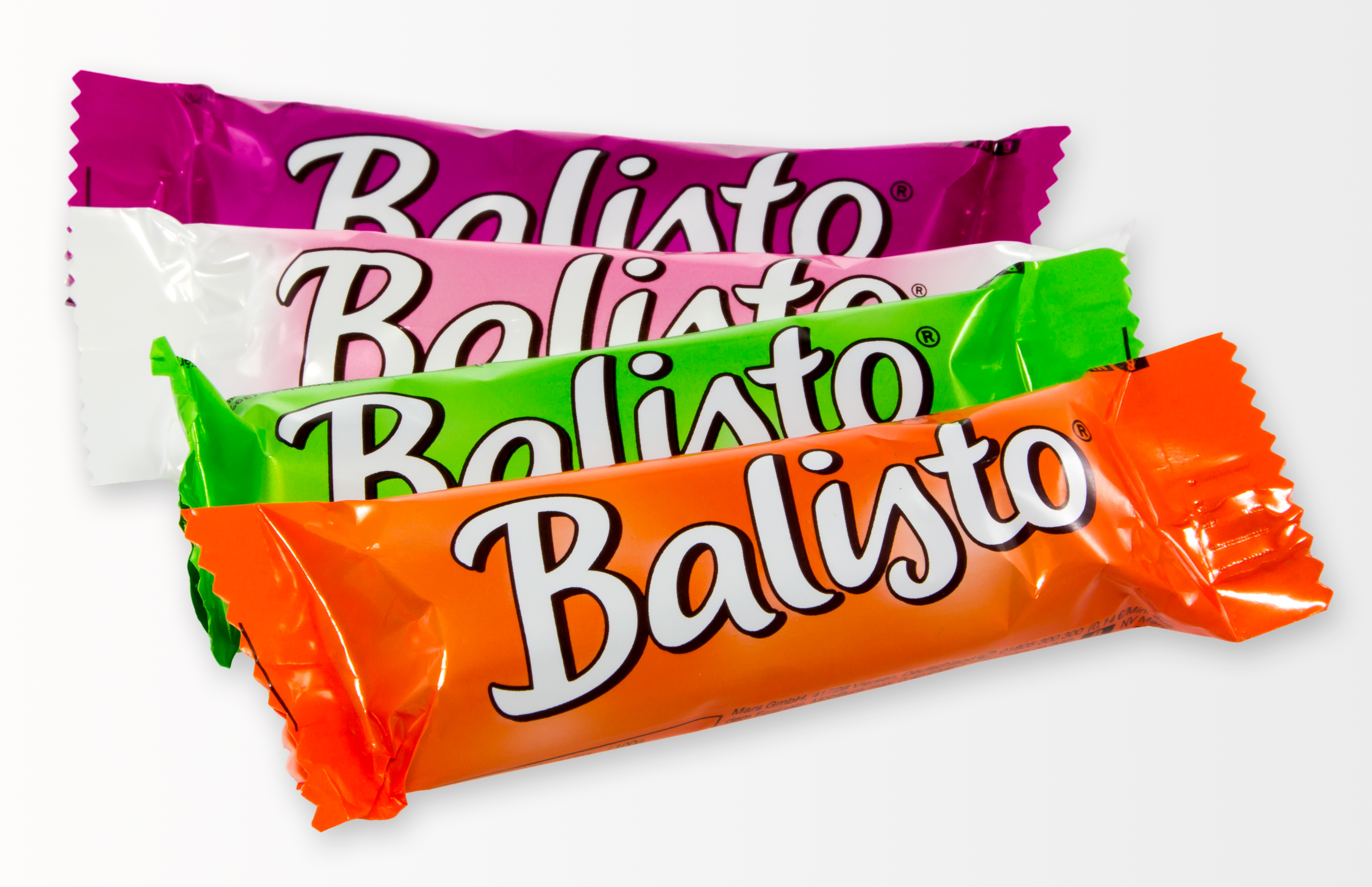
Viererlei Einzelriegel in unterschiedlicher Verpackung

Balisto wird produziert in den Variationen (Stand 08/2020):
- Balisto Korn-Mix[5]
- Balisto Yoberry (Joghurt-Beeren-Mix)
- Balisto Müsli-Mix

Gelegentlich werden die Variationen Balisto Honig-Mandel und Balisto Yoberry White (Joghurt-Beeren-Mix mit weißer Schokolade) als zeitlich begrenzte Sondereditionen angeboten.
Ab Ende März 2010 war als neue Geschmacksrichtung Erdbeer-Joghurt-Mix erhältlich. Diese ist  jedoch nicht mehr verfügbar.

## Inhaltsstoffe und Nährwertangaben der Variante Müsli-Mix
Ein Riegel besitzt folgende Inhaltsstoffe (gewichtsmäßig größte Anteile zuerst): Zucker, Gehärtetes Pflanzenfett, Haferflocken, Weizenvollkornmehl, Rosinen, Kakaobutter, Weizenmehl, Magermilchpulver, Kakaomasse, Vollmilchpulver, Milchzucker, Haselnüsse, Butterreinfett, Entsalztes Molkenpulver, Magermilchjoghurtpulver, Salz, Emulgator: Sojalecithin, Backtriebmittel: Natriumhydrogencarbonat, Aroma.
Ein Riegel Balisto Müsli-Mix (18,5 g) hat laut Herstellerangaben einen Brennwert von 394 kJ (94 kcal) und enthält 11,8 g Kohlenhydrate (1,2 KE; 1 BE), (davon 8,2 g Zucker), 1,4 g Eiweiß und 4,9 g Fett.

## Kritik
Balisto enthält 42 % Zucker und ist somit als ganz normale Süßigkeit einzustufen. Auch wenn andere Riegel oft noch mehr Zucker enthalten (z. B. Mars mit fast 69 %), steht dies im Gegensatz zur ursprünglichen Werbung, in welcher der Riegel als gesund, da ballaststoffhaltig angepriesen wurde. Auf der in Großbritannien seit 2004 vorgeschriebenen Nährwert-Ampel sind die Angaben zu Fett und Zucker auf der Verpackung von Balisto-Riegeln rot gefärbt, was auf einen hohen Gehalt hinweist.